# Misión de las Naciones Unidas en Bosnia y Herzegovina

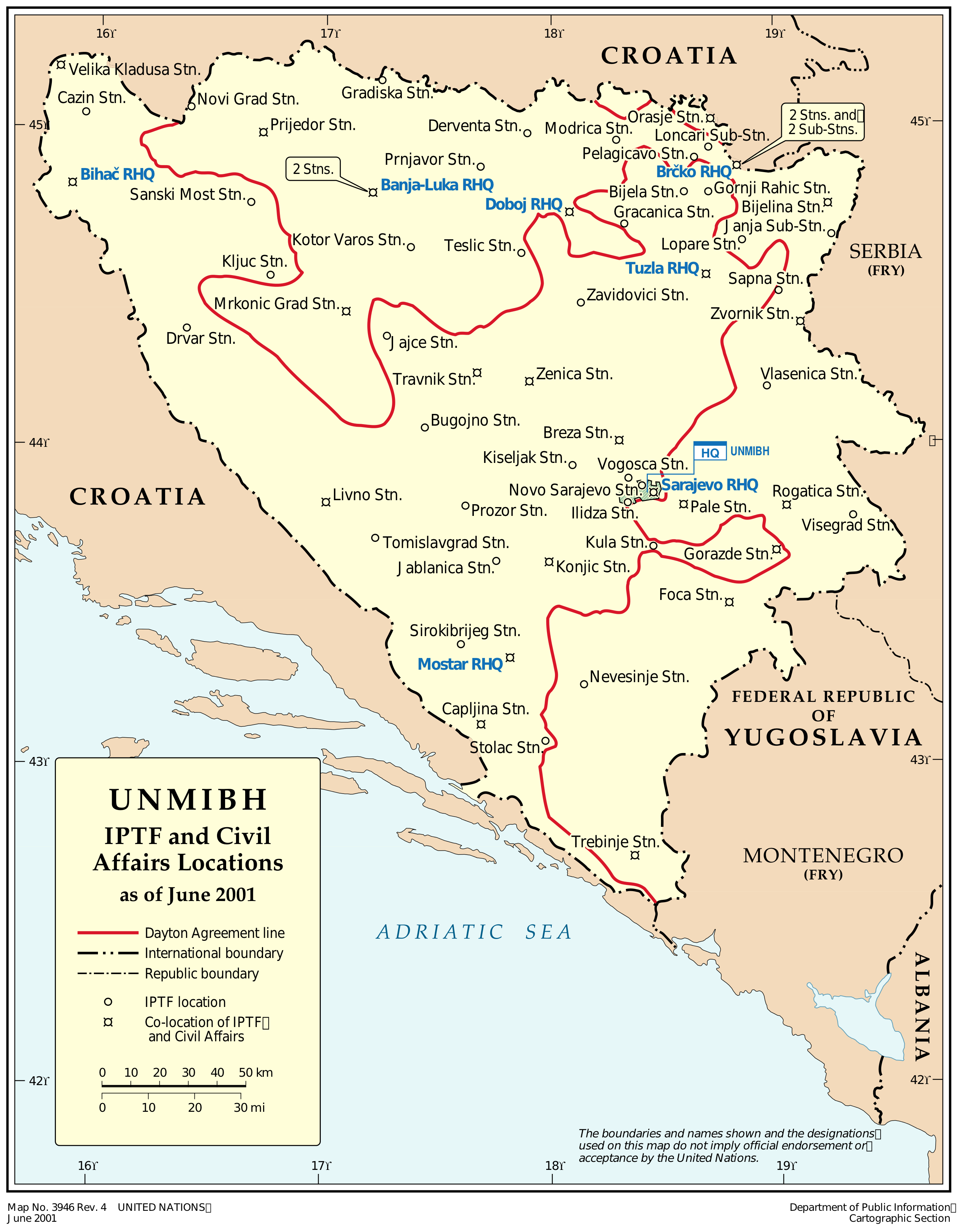
Despliegue de la UNMIBH a fecha junio de 2001.

La Misión de las Naciones Unidas en Bosnia y Herzegovina (también conocida como UNMIBH por sus siglas en inglés) fue una operación multinacional de mantenimiento de la paz desplegada en Bosnia y Herzegovina entre 1995 y 2002. La UNMIBH se creó con la aprobación de la resolución 1035 del Consejo de Seguridad de las Naciones Unidas del 21 de diciembre de 1995. En dicha resolución el Consejo de seguridad acordó crear la Fuerza Internacional de Policía de las Naciones Unidas (IPTF) y una oficina civil de las Naciones Unidas en Bosnia y Herzegovina que conformarían la Misión de las Naciones Unidas en Bosnia y Herzegovina.
La necesidad de crear una fuerza internacional de policía en Bosnia y Herzegovina fue consecuencia en uno de sus puntos de los Acuerdos de Dayton firmados por la República de Bosnia y Herzegovina, la República de Croacia y la República Federal de Yugoslavia. La UNMIBH, conformada principalmente por efectivos de la IPTF, tuvo por objetivo principal ayudar al restablecimiento de un Estado de derecho en Bosnia y Herzegovina. Para ello trabajó específicamente en la reforma de la policía local verificando su actuación, la evaluación del sistema judicial del país y otros aspectos en relación con el mantenimiento de la ley y el orden.

## Unidades de la UNMIBH
La Misión de las Naciones Unidas en Bosnia y Herzegovina integró bajo su mandato varias unidades con funciones diversas:
- La Fuerza Internacional de Policía de las Naciones Unidas (IPTF). La mayor por número de efectivos. Centrada en la reforma de la policía local, para convertirla en una fuerza moderna y multiétnica (contrarrestando la tendencia serbofóbica), representativa de la realidad del país, que se ajustara en tamaño y composición a los acuerdos de paz y que fuera capaz de hacer frente al reto del retorno de los refugiados. La IPTF desempeñó labores de reclutamiento y adiestramiento de nuevos policías.

- La Oficina de Derechos Humanos en Bosnia y Herzegovina. Se encargó de investigar posibles casos de violaciones de los Derechos Humanos en el pasado a manos de efectivos de la policía. También tuvo la labor de verificar que el personal policial bajo tutela de la IPTF ejercía su labor sin excesos.

- Programa de Evaluación de Sistemas Judiciales (JSAP). Operativa a partir de 1998 por lo dispuesto en la resolución 1184 del Consejo de Seguridad. Compuesto por juristas internacionales y locales, se encargó de supervisar y evaluar el funcionamiento del sistema judicial bosnioherzegovino.

- Dependencia de Asuntos Civiles. Encargada proporcionar consejos y asesoría política a las otras unidades de la UNMIBH.

- Oficina de Relaciones Públicas.

La dirección de la misión recayó en la figura del Representante Especial del Secretario General y el Coordinador de las Operaciones de las Naciones Unidas en Bosnia y Herzegovina. A su cargo se encontraba también el comisionado de la IPTF.

## Despliegue
La UNMIBH estuvo desplegada en Bosnia y Herzegovina desde diciembre de 1995 hasta diciembre de 2002, siendo su mandato prorrogado y ampliado en sus términos en múltiples ocasiones por decisión del Consejo de Seguridad. La sede de la misión estuvo emplazada en Sarajevo. El contingente máximo autorizado fue de 2057 efectivos de policía civil y 5 oficiales de enlace oficial. En los últimos meses de la misión la cifra real fue de 1414 policías apoyados por 395 civiles internacionales y 1174 civiles locales como empleados de las Naciones Unidas. En sus siete años de operación la UNMIBH sufrió 17 bajas (1 militar, 14 policías y 2 civiles locales).